# Shelagh Fraser
Shelagh Mary Fraser (25 novembre 1920 - 29 août 2000) est une actrice britannique.
Elle a joué dans plusieurs téléfilms, avant d'obtenir le rôle de Beru Whitesun, la tante de Luke Skywalker dans le quatrième épisode de la saga Star Wars.

## Biographie

### Jeunesse
Shelagh Fraser est née à Purley dans le Surrey, le 25 novembre 1920. Elle est la fille de John Newton Mappin Fraser, directeur de la société de joaillerie Mappin & Webb et Vera Eleanor (née Beardshaw). Elle a un frère aîné, Nigel John Fraser, un militaire mort en service à l'âge de 24 ans, et une sœur cadette, Moyra Fraser (en), une danseuse de ballet morte en 2009. La famille est envoyée en Australie pour y établir une succursale de l'entreprise familiale. Ils retournent au Royaume-Uni en 1924,,.
Enfant, Shelagh a souffert de tuberculose vertébrale, mais a surmonté les effets de la maladie. Elle a fait ses études à la St Christopher's School de Kingswood et a remporté une bourse pour entrer à la Croydon Repertory Theatre Drama School. C'est là qu'elle fait sa première apparition sur scène en 1938,.

### Carrière
À partir de 1942, elle travaille comme narratrice à la radio pour la BBC Radio Drama Company et participe à plus de 500 pièces radiophoniques au cours de sa carrière.
Fraser fait ses débuts officiels au théâtre au Comedy Theatre de Londres en 1944 avec le rôle d'Effie dans la pièce This Was A Woman.
Elle se fait connaître à l'échelle nationale en 1969 après avoir endossé le rôle de Jean Ashton dans la série télévisée A Family At War..
En 1977, elle endosse le rôle de Beru Lars dans le film culte Star Wars : Un nouvel espoir de George Lucas.
En plus de son travail au théâtre, au cinéma, à la télévision et à la radio, Shelagh Fraser a également écrit plusieurs livres pour enfants, dont un a été adapté au théâtre en 1950 et divers livres de cuisine.

### Vie privée
En 1961, Shelagh épouse et divorce de Anthony Squire (en).
Elle meurt en 2000 à la suite d'une longue maladie.

## Filmographie

### Films
- 1944 : Welcome, Mr. Washington (en) de Leslie S. Hiscott : Millie
- 1945 : I Live in Grosvenor Square de Herbert Wilcox : Fille dans le fourgon du garde #2
- 1947 : Meet Me at Dawn (en) de Peter Creswell et Thornton Freeland : Non-créditée
- 1947 : Master of Bankdam (en) de Walter Forde : Alice France
- 1948 : Esther Waters (en) de Ian Dalrymple et Peter Proud : Margaret
- 1949 : The History of Mr. Polly (en) de Anthony Pelissier : Minnie Larkins
- 1950 : Your Witness (en) de Robert Montgomery : Ellen Foster
- 1950 : Trio de Ken Annakin et Harold French : Non-créditée
- 1952 : Salute the Toff (en) de Maclean Rogers : Myra Lorne
- 1955 : Raising a Riot (en) de Wendy Toye : Mary Kent
- 1956 : Le Dernier Homme à pendre de Terence Fisher : Mme Bracket
- 1958 : Robin des Bois don Juan de George Sherman : Constance
- 1966 : Pacte avec le Diable de Cyril Frankel : Mme Creek
- 1968 : Till Death Us Do Part (en) de Norman Cohen : Mme Rawlins
- 1969 : Les Kidnappeurs (en) de Gerry Levy : Mme Thatcher
- 1969 : A Touch of Love de Waris Hussein : Miss Gurnsey (non-créditée)
- 1969 : L'Escalier de Stanley Donen : Maîtresse des louveteaux
- 1969 : Deux Gentlemen de Ted Kotcheff : Helen Marriott
- 1972 : Doomwatch de Peter Sasdy : Mme Betty Straker
- 1973 : Nothing But the Night de Peter Sasdy : Mme Alison
- 1974 : Persecution (en) de Don Chaffey : Mme Banks
- 1977 : Star Wars, épisode IV : Un nouvel espoir de George Lucas : Tante Beru
- 1987 : Hope and Glory de John Boorman : Une femme du WRVS

#### Courts métrages
- 1948 : Death in the Hand (en) : Penelope MacRae
- 1961 : Wings of Death : Diane Parker
- 1989 : Work Experience : Cliente perdue
- 2000 : Edith's Finger : Edith

### Télévision

#### Téléfilms
- 1947 : Rope de Stephen Harrison : Leila Arden
- 1948 : London Wall de John Van Druten : Miss Hooper
- 1951 : Two for a Pair de Robert Strevens : Kitty
- 1952 : If This Be Error : Barbara
- 1959 : Mario : Mary Hogan
- 1973 : And No One Could Save Her (en) de Kevin Billington : Mme Benet

#### Séries télévisées
- 1951 : The Inch Man (en) : Barbara Vicary (saison 2, épisode 1)
- 1955 : Fabian of the Yard (en) : Emma Horton (épisode 22)
- 1956 : The Adventures of the Big Man : Ethel Henton (épisode 10)
- 1958 : Television Playwright (en) : Mme Rigby (épisode 5)
- 1960 : Probation Officer (en) : Jenny Gilberts (saison 1, épisode 28)
- 1960 : Knight Errant Limited : Margaret (saison 2, épisode 23)
- 1960 : Emergency Ward 10 (en) : Brownie Bevan (saison 1, 9 épisodes)
- 1962 : Z-Cars : Mary Duckworth (saison 2, épisode 9)
- 1963 : Dr. Finlay's Casebook (en) : Jean Docherty (saison 2, épisode 9)
- 1963 : Maigret : Claire Jusserand (saison 4, épisode 13)
- 1965 : Public Eye (en) : Mme Willis (saison 1, épisode 15)
- 1965 : Drama 61-67 (en) : Sylvia Evett (saison 5, épisode 4)
- 1966 : Gideon's Way : Lady Copthorne (épisode 22)
- 1966 : Sergeant Cork (en) : Charlotte Hawkesworth (saison 6, épisode 20)
- 1966 : George and the Dragon (en) : Lillian (saison 1, épisode 6)
- 1967 : Dr. Finlay's Casebook (en) : Eva Cranston (saison 5, épisode 4)
- 1967 : Mystery Hall : Mme Blake-Clanton (4 épisodes)
- 1968 : A Man of our Times : Mme Manson (épisode 11)
- 1968 : Dixon of Dock Green : Mary Tate (saison 15, épisode 11)
- 1969 : The First Lady (en) : Mme Evesby (saison 2, épisode 12)
- 1970 - 1972 : A Family at War (en) : Jean Ashton
- 1971 : Doomwatch (en) : Joan Prentice (saison 2, épisode 3)
- 1972 : Follyfoot : Vera Berwick (saison 2, épisode 11)
- 1974 : Softly, Softly: Task Force (en) : Marjorie Allen (saison 6, épisode 10)
- 1975 : Wodehouse Playhouse (en) : Lady Bassinger (saison 1, épisode 4)
- 1976 : Shadows (en) : Mme Gaydon (saison 2, épisode 4)
- 1976 : Beasts (mini-série) : Dorothy Pummery (épisode 4)
- 1978 : Tycoon : Ruth (épisode 10)
- 1978 : Les Professionnels : Mme Wilson / Elsa (2 épisodes)
- 1983 : The Old Men at the Zoo : Diana Price (3 épisodes)
- 1986 : Screen Two (en) : Femme du C.N.D. (saison 2, épisode 4)
- 1993 : 24 Heures pour survivre (en) : Mme Wilson (saison 8, épisode 2)
- 1997 : Inspecteur Frost : Mme Hinkley (saison 5, épisode 2)
- 1998 : Heartbeat (en) : Sarah Thorpe (saison 7, épisode 20)
- 2000 : Inspecteur Barnaby : Jane Rochelle (saison 3, épisode 3)

#### Rediffusions de pièces de théâtre
- Sunday Night Theatre (en) BBC : 
  - 1950 : Rope : Leila Arden (saison 1, épisode 2)
  - 1952 : No Smoking! : Sylvia (saison 3, épisode 11)
  - 1959 : The Gentle Goddess : Sarah Marsh (saison 10, épisode 35)

- Play of the Week (en) ITV : 
  - 1962 : A Matter of Principle : Ruth Kindred (saison 8, épisode 2)
  - 1963 : Girl with a Difference : Sheila (saison 8, épisode 36)
  - 1963 : The Truth About Alan : Mme Otterly Baines (saison 8, épisode 39)
  - 1965 : Four of Hearts #4: Summertime Ends Tonight : Hilda Villiers (saison 11, épisode 7)
  - 1966 : The Climbers :  Mme Black (saison 11, épisode 49)

- Armchair Theatre ABC : 
  - 1966 : Barrett Keller: His Mark : Mme Vanderkar (saison 6, épisode 23)
  - 1967 : The Girl : Mme Green (saison 8, épisode 9)

- ITV Sunday Night Theatre (en) ITV : 
  - 1969 : The Piano Tuner : Daphne (saison 1, épisode 10)

- The Wednesday Play (en) BBC : 
  - 1966 : A Game, Like, Only a Game : Mme Jones (saison 4, épisode 7)
  - 1968 : House of Character : Dre Kings (saison 7, épisode 14)
  - 1969 : The Last Train through Harecastle Tunnel : Mme Grayson (saison 9, épisode 1)

- Thirty-Minute Theatre (en) BBC : 
  - 1972 : The Seventh Juror : Receveuse des postes (saison 8, épisode 6)

- Play of the Month (en) BBC : 
  - 1973 : The Common : Kay Garrett (saison 9, épisode 2)

- Armchair Cinema (en) ITV : 
  - 1975 : In Sickness and in Health : Mme Heath (saison 1, épisode 5)

### Théâtre
- 1943 - 1944 : Wuthering Heights
- 1944 : The Dark Potential : Effie Holmes
- 1944 : This Was a Woman : Effie
- 1945 : While the Sun Shines : Mabel Crum
- 1947 : Call Home The Heart : Hetty
- 1950 : The Second Mrs Tanqueray : Lady Orreyed
- 1952 : The Wedding Ring : Shelagh O’Callaghan
- 1953 : Drama at Innish or Is Life Worth Living? : Christine Lambert
- 1955 : The Chertsey Apprentice : Jessie Bowman
- 1956 - 1957 : The Country Wife : Mrs Squeamish
- 1962 : The Fire Raisers : Babette Biedermann
- 1967 : Who's Afraid of Virginia Woolf : Martha
- 1971 : Night School : Une des tantes vendeuses de gâteaux
- 1973 : The Glass Menagerie : Amanda Wingfield
- 1974 : Knuckle : Mrs Dunning
- 1979 : A Friend Indeed : Lady Hibury
- 1990 : The Clink : Élisabeth I